# Tortula planifolia
Tortula planifolia là một loài rêu trong họ Pottiaceae. Loài này được X.J. Li mô tả khoa học đầu tiên năm 1981.